# Paramelania
Paramelania é um género de gastrópode  da família Thiaridae.
Este género contém as seguintes espécies:
- Paramelania damoni (E. A. Smith, 1881)
- Paramelania iridescens (Moore, 1898)